# Popeyes

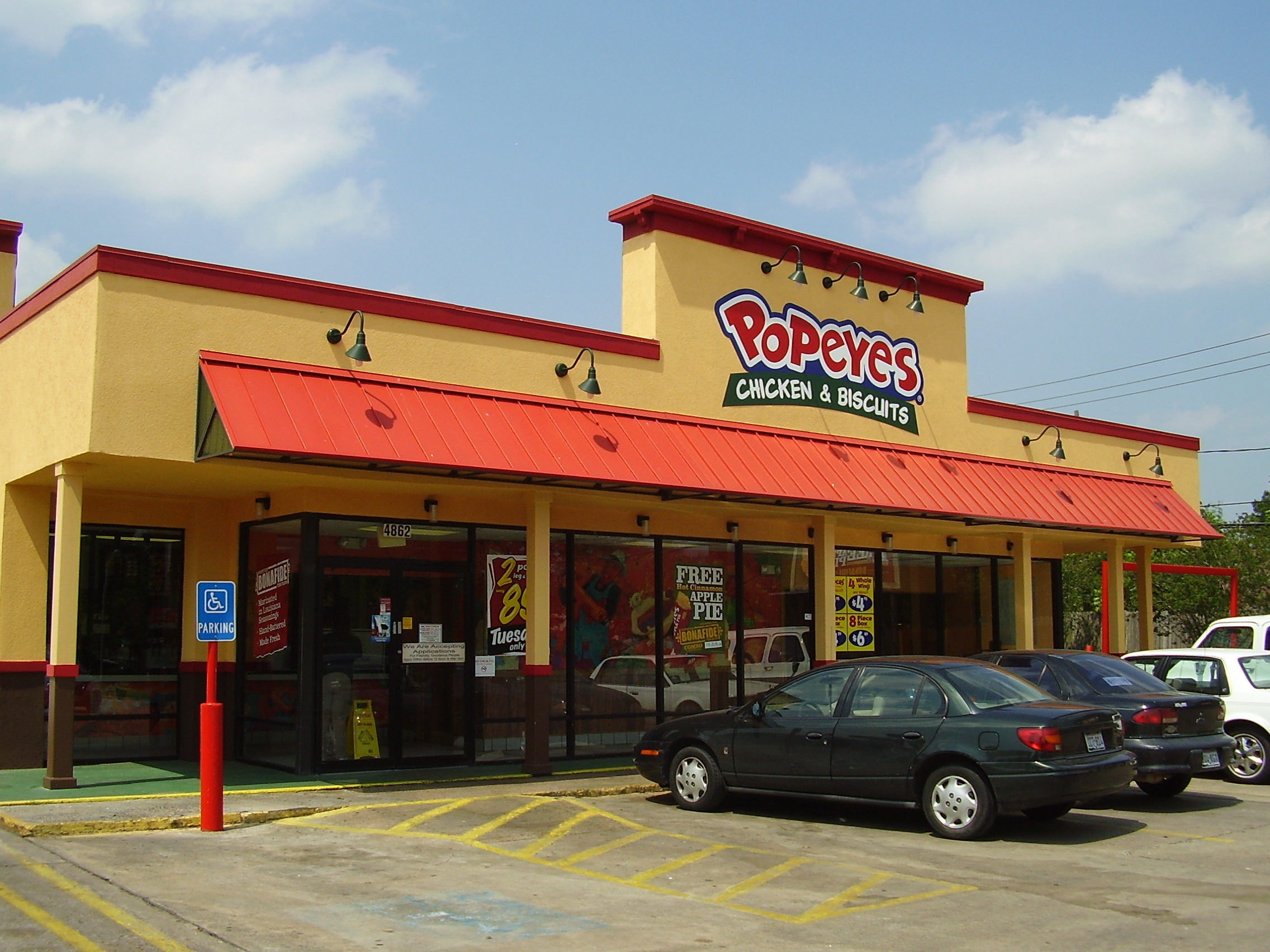
Restaurant van Popeyes in Houston, Texas

Popeyes Chicken & Biscuits, meestal Popeyes genoemd, is een Amerikaanse fastfoodketen met restaurants in vele landen.

## Naam
De restaurantketen dankt haar naam aan detective Jimmy "Popeye" Doyle uit de film The French Connection. De restaurantketen heeft echter ook jaren gebruikgemaakt van de bekende tekenfilmfiguur Popeye the Sailor voor promotiedoeleinden, waardoor er verwarring ontstond over de oorsprong van de naam. Men heeft ervoor gekozen om daar vanaf te zien, omdat men met een zeeman hun producten niet goed zou kunnen promoten.

## Geschiedenis
In 1972 opende Al Copeland een restaurant met de naam Chicken on the Run in Arabi, Louisiana een voorstad van New Orleans. In 1976 werd de eerste franchise van het restaurant geopend, waarvan de naam inmiddels was veranderd naar Popeyes. In de jaren daarna werden meer en meer Popeyes-restaurants geopend en het eerste internationale restaurant opende in 1984 zijn deuren in Toronto, Canada. In 1985 werd het vijfhonderdste restaurant geopend.
Popeyes-restaurants zijn onder meer te vinden in Turkije, Verenigde Staten, Canada, Mexico, China, Japan, Zuid-Korea, Duitsland, Spanje en Suriname.

## Menu
Met menu van Popeyes bestaat voornamelijk uit kipgerechten, geserveerd in milde en hete varianten. 

## Trivia
In de film Little Nicky van Adam Sandler uit 2000 leert de hoofdpersoon, Little Nicky (zoon van de Duivel), wat voedsel is door het eten van Popeyes chicken.